# Kastriot Islami

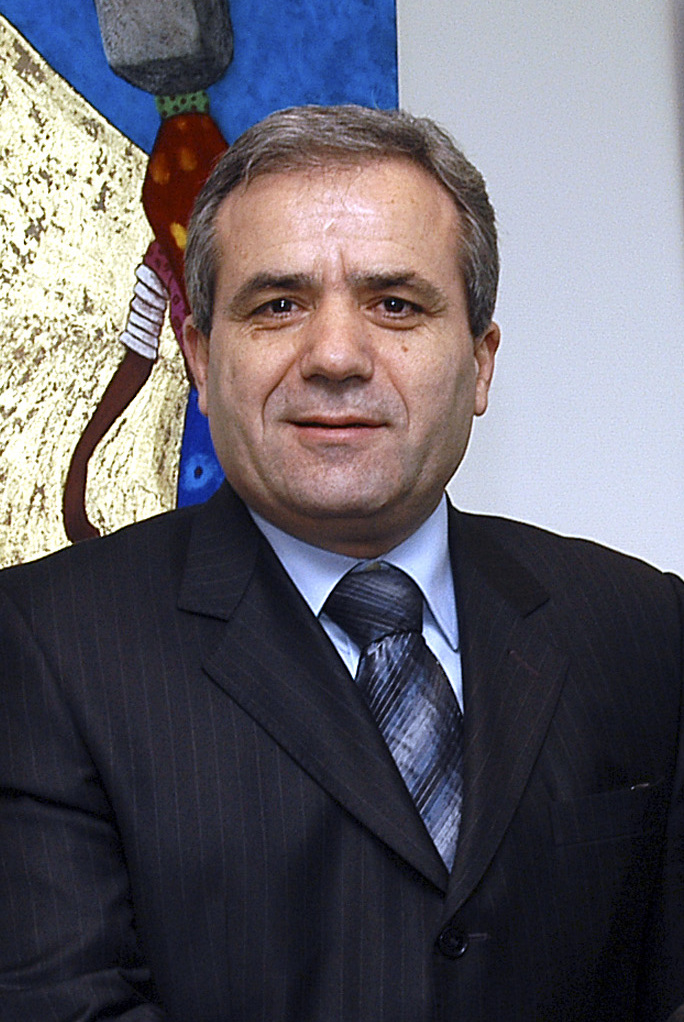
Kastriot Islami, 2004

Kastriot Selman Islami (* 18. August 1952 in Tirana) ist ein albanischer Politiker der Sozialistischen Partei Albaniens und seit 1991 Abgeordneter im Albanischen Parlament.

## Ausbildung und Beruf
Seine Studien absolvierte Islami an der Naturwissenschaftlichen Fakultät der Universität Tirana. Zwischen 1981 und 1985 erlangte er einen Doktor in Atom- und Molekülphysik an der Universität Paris-Süd. An der Justus-Liebig-Universität Gießen machte er ein Postgraduales Studium.
Kastriot Islami hatte verschiedene Ämter an der Naturwissenschaftlichen Fakultät der Universität Tirana inne, unter anderem war er eine Zeit lang ihr Dekan.

## Politische Laufbahn
Islami wurde 1991 zum Parlamentspräsidenten ernannt. Ein Jahr später, am 3. April 1992, musste Islami noch das Amt des Präsidenten übernehmen, nachdem der letzte kommunistische Präsident Ramiz Alia seinen Rücktritt bekannt gegeben hatte. Dieses Amt hielt er jedoch nur für drei Tage inne. Als die Demokraten 1992 die ersten freien Wahlen in Albanien gewannen, trat der ehemalige Studentenführer Sali Berisha die Nachfolge von Islami als Staatsoberhaupt an. Danach wurde es um Kastriot Islami wieder ruhiger. Erst als die Sozialisten die Wahlen von 1997 gewinnen konnten, bekleidete Islami wieder Regierungsämter, unter anderem zwischen 1997 und 1998 als Staatsminister, zwischen April und Oktober 1998 als Vize-Ministerpräsident und von 2002 bis 2003 als Finanzminister. Von 2003 bis 2005, als die Demokraten die Wahlen gewinnen konnten, war er zudem Außenminister.

## Rolle in der Politischen Krise ab 2009
Albanien fiel nach den Parlamentswahlen vom Juni 2009 in eine tiefe politische Krise, die bis heute anhält. Unter anderem war der Boykott des Parlaments durch die Sozialisten ab Sommer 2009 einer der grundlegenden Faktoren, die die Krise einleiteten. Als am 26. Mai 2011 sich das Parlament wieder erstmals nach den Kommunalwahlen versammelte, widersetzte sich Islami zusammen mit seinem Parteikollegen Andis Harasani dem Boykottaufruf von Parteichef Edi Rama. Sie beide vertraten als einzige die Opposition. Seitdem verschlechterten sich die schon angespannten innerparteilichen Beziehungen zwischen Rama und den beiden. Die Sozialistische Partei drohte den beiden Abgeordneten sogar mit dem Ausschluss.